# Regeringen Jatsenjuk II
Regeringen Jatsenjuk II var en ukrainsk regering som bildades efter Parlamentsvalet i Ukraina 26 oktober 2014. Den leddes av Arsenij Jatsenjuk och upphörde 14 april 2016 när premiärminister Jatsenjuk avgick.
Regeringskoalitionen bestod av fem partier. I koalitionen ingick Jatsenjuks parti Folkfronten, president Petro Porosjenkos partiblock Petro Porosjenko-blocket, den tidigare premiärministern Julia Tymosjenkos parti Fäderneslandsförbundet, Självhjälp (Samopomitj) ett EU-inriktat parti med bas i västra Ukraina som gick fram stort i valet samt högerpopulisten Oleh Ljasjkos Radikala partiet. Ukrainas parlament, Verchovna Rada godkände regeringen 3 december 2014. Fyra av de fem partierna i koalitionen har ministerposter, men Radikala partiet hade inga.

## Nominerade ministrar
En lista över de av Jatsenjuk nominerade ministrarna offentliggjordes 14 november och innehöll flera av de senare valda, men Volodymyr Hrojsman blev istället parlamentets ordförande, medan Ivan Myrosjnytjenko,  Vitalij Lysovenko, Leonid Kozatjenko, Dmytro Sjymkiv, Andrij Kobolev,  Vasyl Lazorysjynts, Denys Silantijev och Hanna Hopko som alla fanns med på Jatsenjuks lista över nominerade inte blev ministrar.

## Ministerposter till utlänningar
Tre tunga ministerposter innehades av utlandsfödda. George Soros stiftelse Renaissance Foundation hade betalat headhuntingsföretagen Pedersen & Partners och Korn Ferry för att ta fram kandidater till den ukrainska regeringen. De rekryterade totalt 185 tänkbara kandidater, av vilka 24 godkändes av Ukrainas ledning.
Natalie Jaresko, en amerikansk riskkapitalist och tidigare avdelningschef vid USA:s Kievambassad, var finansminister. Litauern Aivaras Abromavičius var ekonomiminister och en av sex delägare i kapitalförvaltaren East Capital och chef på företagets Kievkontor. Alexander Kvitashvili Georgiens tidigare sundhetsminister (2008–2010) som var bosatt i New York hade samma post i den ukrainska regeringen. Eka Zguladze, tidigare inrikesminister i Georgien fick den viktiga posten som chef för Ukrainas antikorruptionsbyrå. Jaresko, Kvitashvili, Abromavičius och Zguladze, har alla beviljats ukrainskt medborgarskap genom en särskild order av president Petro Porosjenko.
Tidigare har USA beskyllts för att lägga sig i den ukrainska inrikespolitiken, men USA-utrikesministeriet förnekade att det skulle ha något att göra med utnämningen av en amerikansk finansminister. Flera före detta sovjetstater har tidigare haft utländska ministrar, bland dem Georgien som hade den franska medborgaren Salomé Zurabisjvili som utrikesminister. Oppositionsblocket protesterade mot att Ukraina fick ministrar med utländska rötter.

## Ministrar
Enligt Ukrainas konstitution ska Ukrainas president lämna nomineringar till posterna som utrikesminister och försvarsminister till parlamentet. 2 december 2014 föreslog president Petro Porosjenko omval av Pavlo Klimkin och Stepan Poltorak. Samma dag omvaldes Klimkin som utrikesminister med 351 röster och Poltorak som försvarsminister med 347 röster. Några timmar senare godkände 288 av de 423 parlamentensledamöterna i en omröstning tillsättning av de andra ministrarna.
| Parti |                          | Folkfronten |
| Parti | Petro Porosjenko-blocket |             |
| Parti | Fäderneslandsförbundet   |             |
| Parti | Självhjälp               |             |

| Magistertitel                                                            | Parti | Foto |                       |
| ------------------------------------------------------------------------ | ----- | ---- | --------------------- |
| Premiärminister                                                          |       |      | Arsenij Jatsenjuk     |
| Vice premiärminister                                                     |       |      | Hennadij Zubko        |
| Vice premiärminister med ansvar för humanitärapolitik och kulturminister |       |      | Vjatjeslav Kyrylenko  |
| Vice premiärminister                                                     |       |      | Valerij Vorsjevskj    |
| Inrikesminister                                                          |       |      | Arsen Avakov          |
| Utrikesminister                                                          |       |      | Pavlo Klimkin         |
| Finansminister                                                           |       |      | Natalie Jaresko       |
| Justitieminister                                                         |       |      | Pavlo Petrenko        |
| Socialminister                                                           |       |      | Pavlo Rozenko         |
| Hälsominister                                                            |       |      | Alexander Kvitasjvili |
| Minister för ekonomisk utveckling och handel                             |       |      | Aivaras Abromavičius  |
| Utbildnings- och vetenskapsminister                                      |       |      | Serhij Kvit           |
| Försvarsminister                                                         |       |      | Stepan Poltorak       |
| Lantbruksminister                                                        |       |      | Oleksij Pavlenko      |
| Energiminister                                                           |       |      | Volodymyr Demtjysjyn  |
| Miljöminister                                                            |       |      | Ihor Shevtjenko       |
| Infrastrukturminister                                                    |       |      | Andrij Pyvovarskyj    |
| Ungdoms- och idrottsminister                                             |       |      | Ihor Zjdanov          |
| Informationsminister                                                     |       |      | Jurij Stets           |
| Kabinettminister                                                         |       |      | Hanna Onystjenko      |